# Bogdanitsa
Bogdanitsa (bulgariska: Богданица) är ett distrikt i Bulgarien.   Det ligger i kommunen Obsjtina Sadovo och regionen Plovdiv, i den centrala delen av landet, 160 km öster om huvudstaden Sofia.
Trakten runt Bogdanitsa består till största delen av jordbruksmark. Runt Bogdanitsa är det ganska tätbefolkat, med 96 invånare per kvadratkilometer.